# تک‌گویی‌های واژن
تک‌گویی‌های واژن (به انگلیسی: The Vagina Monologues) یک نمایشنامه چند اپیزودی است که توسط ایو انسلر نویسنده فمینیست آمریکایی نوشته شده و تاکنون در بیش از ۱۲۰ کشور اجرا و به ۴۵ زبان ترجمه شده است.
انسلر این نمایشنامه را در ۱۹۹۶ نوشته و چندین بار مورد ویرایش قرار داده و تک‌گویی‌های را نیز به آن افزوده است. او تک‌گویی‌های واژن را نخستین بار ۳ اکتبر همان سال در نیویورک به اجرا درآورده است. او برای نوشتن این نمایشنامه با بیش از ۲۰۰ زن مصاحبه کرده است.
تک‌گویی‌های واژن شامل تعدادی تک‌گویی است که توسط چند زن انجام می‌شود و در هر یک از آن‌ها زنی در مورد مسائل مرتبط با واژن خود چون سکس، عشق، تجاوز جنسی، عادت ماهانه، ناقص سازی جنسی، خودارضایی، زایمان و ارگاسم صحبت می‌کند.

## بازیگران
انسلر در ابتدا به تنهایی کل تک‌گویی‌ها را اجرا می‌کرد، اما پس از مدتی اجرای آن را با سه بازیگر متفاوت شروع کرد و در سال‌های اخیر برای هر یک از تک‌گویی‌ها بازیگر متفاوتی اجرا می‌کند. سوزان ساراندون، ووپی گلدبرگ، کیت بلانشت و کیت وینسلت از بازیگران سرشناسی هستند که در این نمایش ایفای نقش کرده‌اند.

## ممنوعیت
اجرای این نمایش در تعدادی از کشورها از جمله اوگاندا، مالزی و چین ممنوع شده است.